# Verbesina santanderensis
Verbesina santanderensis là một loài thực vật có hoa trong họ Cúc. Loài này được S.Díaz miêu tả khoa học đầu tiên năm 1985.